# The CBS Concert Recordings
The CBS Concert Recordings – album koncertowy Elvisa Presleya, składający się z koncertu z 19 czerwca 1977 r. z Omaha w Nebrasce i 21 czerwca 1977 z Rapid City w Dakocie Południowej.

## 19 czerwca 1977
1. „2001 Theme”
2. „See See Rider”
3. „I Got a Woman – Amen”
4. „That’s All Right”
5. „Are You Lonesome Tonight?”
6. „Love Me”
7. „Fairytale”
8. „Little Sister”
9. „Teddy Bear – Don’t Be Cruel”
10. „And I Love You So”
11. „Jailhouse Rock”
12. „How Great Thou Art”
13. „Band Introductions”
14. „Early Morning Rain”
15. „What’d I Say”
16. „Johnny B. Goode”
17. „Introductions”
18. „I Really Don’t Want to Know”
19. „Introductions”
20. „Hurt”
21. „Hound Dog”
22. „’O sole mio” - „It’s Now or Never”
23. „Can’t Help Falling in Love”
24. „Closing Vamp"

## 21 czerwca 1977
1. „2001 Theme”
2. „C.C. Rider”
3. „I Got a Woman – Amen”
4. „That’s All Right”
5. „Are You Lonesome Tonight?”
6. „Love Me”
7. „If You Love Me „
8. „You Gave Me a Mountain”
9. „Jailhouse Rock”
10. „’O sole mio – It’s Now or Never”
11. „Trying To Get To You”
12. „Hawaiian Wedding Song”
13. „Teddy Bear – Don’t Be Cruel”
14. „My Way”
15. „Band Intros And Solos”
16. „Intro Of Vernon and Ginger”
17. „Hurt”
18. „Hound Dog”
19. „Unchained Melody”
20. „Can’t Help Falling in Love”
21. „Closing Vamp"